# Dacoderus werneri
Dacoderus werneri är en skalbaggsart som beskrevs av Aalbu, Andrews och Pollock 2005. Dacoderus werneri ingår i släktet Dacoderus och familjen trädbasbaggar. Inga underarter finns listade i Catalogue of Life.